# ア・ホーマンス
『ア・ホーマンス』は、狩撫麻礼 原作、たなか亜希夫 作画による日本の漫画。『漫画アクション』（双葉社）で連載された。
これを原作とした同名の日本映画が1986年10月10日に公開された。
タイトルであるア・ホーマンスとは、阿呆 (Aho) とパフォーマンス (Performance) をかけた言葉である。

## あらすじ
記憶喪失の男は、やくざ達にやられて、新宿の繁華街の路地で浮浪者に助けられ、共同生活を送っている。もう一方では、その記憶喪失の男、大輔を探す彼の妻、栞がいた。それまで大輔のこれまでの生い立ちや職業はわからなかったが、それらも徐々にあきらかになる。大輔は、仙台在住の建築デザイナーで、かつて北西メキシコのとあるインディアンとともに儀式で使うペヨーテ（幻覚サボテン）の採取に往復42日かけて出かける。そのサボテンの採取も、選ばれた者しか行けず、大輔は、呪術師の亡くなった息子に酷似していたことから、採取に出かける。復路、採取に出かけた者はみな別人のようにやつれ、ペヨーテのみを食べて飢えをしのぐ。しかし大輔は、そこで一度死んでいた。そしてその時何を見たのか、最後に大輔は栞に再会するが、それでも何も思い出せない。たとえかつて愛していた人と一緒に暮らしても、それは本当の意味でのゴールではないと大輔は栞に言う。栞は記憶を取り戻すまで待つと大輔に言い、大輔は真の自己を実現する者の旅、アホーマンスに出かけた。

## おもな登場人物
記憶喪失の男
名前は彼末（かのすえ）大輔。仙台在住の建築デザイナーだが、その前は大学の調査で北西メキシコに渡る。
栞（しおり）
大輔の妻。

## その他
単行本では同時に、「青の無頼漢」「チヤコとチエコ」が収録された。「青の無頼漢」は狩撫麻礼原作、たなか亜希夫作画の読み切り作品。「チヤコとチエコ」は作・画ともにたなか亜希夫のオリジナル作品。

## 章
ア・ホーマンス
vol.1 - 超風来坊
vol.2 - 東北自動車道
vol.3 - 北西メキシコ
vol.4 - 起点にて
青の無頼漢 イサオ
チヤコとチエコSLENDER GIRLS
vol.1 - 人生するのもそれほど悪くもないさ
vol.2 - 男もまだまだ捨てたもんじゃないさ
vol.3 - 女たちはとっても素敵にヒネていく

## 映画
やくざ抗争に巻き込まれる記憶喪失の謎の男を描いたハードボイルド作品。クライマックスは意外な展開で、単なるヤクザ映画とは一線を画する。原作とは、「記憶喪失で一度死亡している主人公と、それをとりまく人々のドラマ」という以外に関連性はない。作品のニュアンスだけ頂いたとのことで、丸山昇一によれば、松田優作が本作のマンガのある一コマを指差し、「主人公のこの表情を映画にしたい」ということで脚本がスタートしたという。
松田優作が、主演と監督を務めた最初で最後の作品である。文芸作品が続いた松田の久々のアクション映画復帰作として注目を集めた。
当初は『探偵物語』などを演出した小池要之助が監督して撮影が始まり、松田は主演と同時にプロデューサーを務めたが、作品の解釈が両者で大きく乖離して小池が自ら途中降板したことで、松田が自ら監督して脚本も大幅に改稿し、以後17日間で撮影された。
初監督作品として未熟さや、『ブレードランナー』『ターミネーター』などハリウッドのSF映画の影響と類似性も指摘されるが、ベトナム音楽、仏教思想など独特のアジアンテイストや、独特のカメラワークなど実験的な映像、丹念な人物描写などの評価が高く、アクションから演技派へ脱皮を模索していた松田にとって転換点の作品とされる。
本作は石橋凌と寺島進の映画デビュー作品でもある。

### 映画版あらすじ
欲望と暴力の支配する街の新宿に、記憶を失った謎の男（松田）がオートバイに乗ってふらりと現れた。
街は大島組・旭会というふたつの暴力団組織が抗争の真っ最中であった。大島組の幹部・山崎（石橋凌）は、謎の男と出会い、その風のように自由な生き様に次第に惹かれていく。彼はその男を「風（ふう）さん」と呼び、自らが経営するデート喫茶で働かせる。
ちょうどその頃、大島組の組長が幹部たちの目の前で旭会の構成員によって射殺される事件が発生。組長に代わって大島組の実権を握った藤井（ポール牧）は、山崎に旭会の副会長殺害を命じ、併せてその準備として覚醒剤を拳銃・現金と交換する取引を指示する。「こちらは組長が殺されているのに、なぜ会長でなく副会長を狙うのか」と不満をもつ山崎。その後旭会と手打ちをし、更に大きな縄張りを手に入れようというところまで考えている藤井の計算高いやり方に納得ができない山崎。
取引に向かった山崎と風は、二人をマークしていた刑事の福岡（小林稔侍）らに連行され、警察署で取り調べを受けるが、最後まで口を割らず、証拠不十分で釈放される。取引のことをまったく話さなかった風に、よりいっそう信頼を寄せる山崎。風の生き方に共感した山崎は、組を捨て組長の弔い合戦に単身赴く決意を固め、風に街を出るように言う。
旭会の会長を仕留めた山崎は、藤井配下の追撃をかわしながら、恋人の千加（手塚理美）のもとを訪れる。そこには風も居合わせた。だが、千加と風の目の前で、山崎は藤井の放った3人のヒットマンたちによって銃撃される。風は静かな怒りに燃え、ヒットマンを追跡して始末し、何処へともなく旅立って行った。

### スタッフ
- 監督 - 松田優作
- プロデューサー - 黒澤満、青木勝彦
- 原作 - 狩撫麻礼、たなか亜希夫（漫画アクション）
- 脚本 - 丸山昇一、松田優作
- 撮影 - 仙元誠三
- 照明 - 渡辺三雄
- 美術 - 今村力
- 録音 - 宮本久幸
- 編集 - 冨田功
- 助監督 - 原隆仁、伊藤裕彰、上山勝、鳥井邦男、清水浩
- 音楽 - 奈良敏博、羽山伸也（EX）
- 音楽プロデューサー - 松田優作、高桑忠男
- 主題歌「AFTER '45」
  - 作詞・作曲 - 石橋凌
  - 編曲・歌 - ARB
  - サウンドトラック盤 - ビクターレコード
- キャスティング - 飯塚滋
- 記録 - 今村治子
- スチール - 加藤光男
- 撮影効果 - 長谷川忠治
- 音響効果 - 伊藤進一（東洋音響）
- 擬斗 - 二家本辰巳
- スタント - 東京スリーホークス、マイクスタントマンチーム
- 現像 - 東映化学
- スタジオ - にっかつスタジオセンター
- 装置 - 東映美術センター
- キャメラ - PANAVISION
- 撮影協力 - 横浜大飯店、八重洲無線(株)、カメラのドイ、モデルガンのMGC
- 製作協力 - （株）セントラルアーツ

### 主なキャスト
- 風 - 松田優作
- 山崎道夫 - 石橋凌
- 杉本千加 - 手塚理美
- 藤井達巳 - ポール牧
- 赤木加奈子 - 阿木燿子
- 池広豊 - 片桐竜次
- ルージュ - 平沢智子
- 井沢勘次 - 剛州
- 犬神一郎 - 梅津栄
- 寺田正二 - 伊藤洋三郎
- 五木茂 - 加藤善博
- デート喫茶の客 - 石橋蓮司
- 福岡徹刑事 - 小林稔侍
- 中村育二、ジャンボ杉田、新屋英子、野瀬哲男、寺島進、飯田浩幾、河合絃司 ほか

### 映画作品とそれにまつわる事柄について
- 松田監督の演技指導はすべて「引き算」を基本としていた。これは役を作りすぎてしまわないように、余計なものをそぎ落とす、ということで、たとえば映画冒頭で、ヤクザを演じる片桐竜次の場合は厚手のコート、松葉杖、甲高い裏声などでセリフを言わせ、ありがちな肩をいからせて巻き舌ですごむヤクザ演技を封じた。同様に、当時役者としては素人の石橋凌には「演技をするな」と指導した。
- 山崎と千加が食事をするシーンは、当初ベッドシーンだったものを、松田監督がもっと違う角度からラブシーンが撮れないか、と考えて変更したもの。
- 大島組組長 役は映画監督の工藤栄一。松田が原案で主演の『ヨコハマBJブルース』（1981年）を監督した。
- クライマックスで360度回転するカメラは本作オリジナルだと監督は語っている。
- 擬斗の二家本辰巳は本作品が殺陣師としてのデビュー作となり、以後殺陣師としての活動が中心となった[3]。二家本は松田と『探偵物語』からの付き合いであり、松田から直々にオファーを受けた[3]。
- 3人のヒットマンの1人として寺島進が映画デビューしている。